# Hélio Sousa
Hélio Filipe Dias de Sousa (Setúbal, Portugal, 12 de agosto de 1969) es un exjugador y entrenador de fútbol portugués. Actualmente dirige a la selección de Kuwait.

## Carrera como jugador
Conocido por su primer nombre en sus días de jugador, Hélio nació en Setúbal y jugó toda su carrera en el club local Vitória Setúbal. Siendo capitán del equipo desde una edad temprana, apareció por primera vez con el equipo principal durante la temporada 1987-88, y pasó a experimentar ascensos y descensos por igual a lo largo de 18 campañas profesionales, siendo titular indiscutible en diez de ellas (tres en la segunda división).
Hélio se retiró con casi 36 años, después de ayudar al Vitória a ganar la Copa de Portugal de 2005 en una victoria final por 2-1 contra el Benfica, habiendo jugado 423 partidos de liga y marcado 21 goles. A nivel internacional, formó parte del equipo de Portugal en el Mundial Sub-20 de 1989, que se disputó en Arabia Saudita.

## Carrera como entrenador
Después de retirarse, Sousa pasó a ser el entrenador de su único club como profesional, ayudándolo a conservar su estatus de segundo nivel.
Sousa tomó las riendas de la selección nacional sub-18 de Portugal en agosto de 2010. Estuvo a cargo de varias categorías juveniles en la Federación Portuguesa de Fútbol en los años siguientes.
El 29 de julio de 2018, Sousa llevó al equipo sub-19 a conquistar su primer Campeonato de Europa de la UEFA después de vencer por 4-3 tiempo extra a Italia en Seinäjoki. En marzo siguiente, reemplazó a Miroslav Soukup al frente de Baréin, pero aún estuvo a cargo de la selección portuguesa sub-20 en la Mundial del 2019, donde los portugueses quedaron eliminados en la fase de grupos.
El 14 de agosto de 2019, Sousa llevó a Baréin a su primer título regional después de derrotar a Irak por 1-0 en el Campeonato de la WAFF. El 8 de diciembre, también estuvo en el banquillo cuando los asiáticos ganaron su primera Copa de Naciones del Golfo, tras vencer 1-0 a Arabia Saudita. En julio de 2023, fue reemplazado en su cargo por Juan Antonio Pizzi.
En octubre de 2023, fue confirmado como entrenador del Qatar SC y firmó un contrato por dos años.El 23 de abril de 2024, presentó su renuncia al cargo luego de salvar al club de perder la categoría.
El 31 de julio de 2025, asumió al frente de la selección de Kuwait.

## Clubes

### Como jugador
| Club            | País     | Año       |
| --------------- | -------- | --------- |
| Vitória Setúbal | Portugal | 1987-2005 |

### Como entrenador
| Club                         | País     | Año           |
| ---------------------------- | -------- | ------------- |
| Vitória Setúbal              | Portugal | 2005-2007     |
| SC Covilhã                   | Portugal | 2008-2009     |
| Selección sub-18 de Portugal | Portugal | 2009-2010     |
| Selección sub-19 de Portugal | Portugal | 2010-2011     |
| Selección sub-17 de Portugal | Portugal | 2011-2012     |
| Selección sub-18 de Portugal | Portugal | 2012-2013     |
| Selección sub-19 de Portugal | Portugal | 2013-2014     |
| Selección sub-20 de Portugal | Portugal | 2014-2015     |
| Selección sub-17 de Portugal | Portugal | 2015-2016     |
| Selección sub-19 de Portugal | Portugal | 2016-2018     |
| Selección sub-20 de Portugal | Portugal | 2018-2019     |
| Selección de Baréin          | Baréin   | 2019-2023     |
| Qatar SC                     | Catar    | 2023-2024     |
| Selección de Kuwait          | Kuwait   | 2025-presente |

## Palmarés

### Como jugador

#### Campeonatos nacionales
| Título           | Club            | País     | Año     |
| ---------------- | --------------- | -------- | ------- |
| Copa de Portugal | Vitoria Setúbal | Portugal | 2004-05 |

### Como entrenador

#### Campeonatos internacionales
| Título                      | Club                         | País     | Año  |
| --------------------------- | ---------------------------- | -------- | ---- |
| Campeonato de Europa sub-17 | Selección sub-17 de Portugal | Portugal | 2016 |
| Campeonato de Europa sub-19 | Selección sub-19 de Portugal | Portugal | 2018 |
| Campeonato de la WAFF       | Selección de Baréin          | Baréin   | 2019 |
| Copa de Naciones del Golfo  | Selección de Baréin          | Baréin   | 2019 |